# Estherville
Estherville är en stad (city) i Emmet County, i delstaten Iowa, USA. Enligt United States Census Bureau har staden en folkmängd på 6 239 invånare (2011) och en landarea på 13,8 km². Estherville är huvudort i Emmet County.